# Menhir von El Gustal
Der Menhir von El Gustal (auch Valderejo Menhir genannt) steht an einem Berghang in Lahoz, bei Vitoria im Pais Vasco in der Provinz Álava in Spanien.
Der in zwei Teile zerbrochene Menhir wurde 1982 von Felix Murga (nach ihm ist die „Felix Murga Kalea“ eine Straße in Álava benannt) entdeckt. Aufgebaut ist er über dem Kamm der Sierra de Anderejo sichtbar. Der Menhir wiegt etwa 1,3 Tonnen. Er ist 3,65 Meter hoch und 28 Zentimeter dick, wurde etwa 3000 v. Chr. aufgerichtet und ist aus Kalkstein.
Während die Dolmen am Fuße der Berge stehen, sind die Menhire der Álava an hohen Punkten, aber nie auf der Spitze von Bergen zu finden. Die anthropomorphe Tendenz vieler (z. B. des anthropomorphen Menhir de Olano) zeigt, dass diese Menhire die Vorläufer der Statuenmenhire sind.
Die Menhire der Region werden nach ihrer Form in vier Typen mit acht Arten von oberen Enden unterschieden. Abhängig von der Größe unterscheiden sie sich in drei Hauptgruppen. Die Höhe variiert zwischen 1,4 und 5,4 Metern (Menhir de Mugarriaundi). Etwa 50 % haben eine Höhe zwischen 2,15 und 3,2 Metern.